# Liste der Kulturdenkmäler in Harleshausen
Die folgende Liste enthält die in der Denkmaltopographie ausgewiesenen Kulturdenkmäler auf dem Gebiet des Ortsteils Harleshausen der  Stadt Kassel, Hessen.
Hinweis: Die Reihenfolge der Denkmäler in dieser Liste orientiert sich an der Anschrift, alternativ ist sie auch nach der Bezeichnung oder der Bauzeit sortierbar.
Kulturdenkmäler werden fortlaufend im Denkmalverzeichnis des Landes Hessen durch das Landesamt für Denkmalpflege Hessen auf Basis des Hessischen Denkmalschutzgesetzes (HDSchG) geführt. Die Schutzwürdigkeit eines Kulturdenkmals hängt nicht von der Eintragung in das Denkmalverzeichnis des Landes Hessen oder der Veröffentlichung in der Denkmaltopographie ab.

Die Liste der Kulturdenkmäler in Harleshausen enthält alle Kulturdenkmäler in Harleshausen, die in der vom Landesamt für Denkmalpflege Hessen 2009 herausgegebenen Denkmaltopographie Stadt Kassel Band III veröffentlicht wurden.

## Legende
- Bezeichnung: Nennt den Namen, die Bezeichnung oder die Art des Kulturdenkmals.
- Lage: Nennt den Straßennamen und wenn vorhanden die Hausnummer des Kulturdenkmals. Die Grundsortierung der Liste erfolgt nach dieser Adresse. Der Link „Karte“ führt zu verschiedenen Kartendarstellungen und nennt die Koordinaten des Kulturdenkmals.
- Beschreibung: Nennt bauliche und geschichtliche Einzelheiten des Kulturdenkmals, vorzugsweise die Denkmaleigenschaften. In Klammern sollte die Begründung des Denkmalwertes abgekürzt angegeben werden: g = geschichtlich, k = künstlerisch, s = städtebaulich, t = technisch, w = wissenschaftlich.
- Bauzeit: Gibt die Datierung an; das Jahr der Fertigstellung bzw. den Zeitraum der Errichtung. Eine Sortierung nach Jahr ist möglich.

## Denkmalliste Harleshausen

### Einzeldenkmale Harleshausen
| Bild            | Bezeichnung                         | Lage                          | Beschreibung | Bauzeit   | Daten |
| --------------- | ----------------------------------- | ----------------------------- | --- | --------- | ----- |
| weitere Bilder  | kath. Kirche Herz-Mariä             | Ahnatalstraße 29 Lage         | römisch-katholische Kirche Herz Mariae, Saalkirche wurde im Baustil der Nachkriegsmoderne nach einem Entwurf von Josef Bieling 1954–1957 in Stahlbeton-Skelettbauweise errichtet | 1954-1957 |       |
|                 |                                     | Ahnatalstraße 59 Lage         | |           |       |
| Bild gesucht BW |                                     | Ahnatalstraße 121 Lage        | |           |       |
| Bild gesucht BW |                                     | Ahnatalstraße 182 Lage        | |           |       |
| Bild gesucht BW |                                     | Am Kubergraben 15 Lage        | |           |       |
| Bild gesucht BW | ehem. Schule                        | Am Schulhof 5 Lage            | heute Gebäude der Freiwilligen Feuerwehr Kassel-Harleshausen |           |       |
| Bild gesucht BW |                                     | Amselstraße 6 Lage            | |           |       |
| Bild gesucht BW |                                     | Amselstraße 8 Lage            | |           |       |
| Bild gesucht BW |                                     | Amselstraße 9 Lage            | |           |       |
| Bild gesucht BW |                                     | Amselstraße 10 Lage           | |           |       |
| Bild gesucht BW | Friedhofskapelle                    | Am Stockweg 10 o. Nr. Lage    | |           |       |
| Bild gesucht BW | Landwirtschaftliche Versuchsanstalt | Am Versuchsfeld 11/13/15 Lage | mit Einfriedung |           |       |
| Bild gesucht BW |                                     | An den Rehwiesen 38 Lage      | |           |       |
| Bild gesucht BW | Wohnhaus                            | Blauer See Lage               | |           |       |
| Bild gesucht BW |                                     | Eschebergstraße 85 Lage       | |           |       |
| Bild gesucht BW |                                     | Eschebergstraße 87b Lage      | |           |       |
| Bild gesucht BW |                                     | Geilebachweg 3 Lage           | |           |       |
| Bild gesucht BW |                                     | Hainbuchenstraße 1 Lage       | |           |       |
| Bild gesucht BW |                                     | Harleshäuser Straße 105 Lage  | |           |       |
| Bild gesucht BW |                                     | Harleshäuser Straße 113 Lage  | |           |       |
|                 |                                     | Harleshäuser Straße 138 Lage  | |           |       |
|                 |                                     | Hirtenweg 9 Lage              | |           |       |
| Bild gesucht BW |                                     | Hühnerbergweg 17 Lage         | |           |       |
| Bild gesucht BW | Grundschule Harleshausen            | Im Krauthof 1 Lage            | |           |       |
| Bild gesucht BW |                                     | Karlshafener Straße 2 Lage    | |           |       |
| weitere Bilder  | Erlöserkirche                       | Karlshafener Straße 4 Lage    | Kirche und Gemeindehaus |           |       |
| Bild gesucht BW |                                     | Karlshafener Straße 26 Lage   | |           |       |
| Bild gesucht BW |                                     | Klinikstraße 5 Lage           | |           |       |
| Bild gesucht BW |                                     | Klinikstraße 6/8 Lage         | |           |       |
| Bild gesucht BW |                                     | Klinikstraße 7 Lage           | |           |       |
| Bild gesucht BW |                                     | Klinikstraße 10 Lage          | |           |       |
| Bild gesucht BW | Paracelsus-Elena-Klinik             | Klinikstraße 16/16a Lage      | östlicher Gebäudeteil, mit Einfriedung |           |       |
| Bild gesucht BW |                                     | Kronenstraße 5 Lage           | |           |       |
|                 |                                     | Kronenstraße 13 Lage          | |           |       |
| Bild gesucht BW |                                     | Kronenstraße 15 Lage          | |           |       |
| Bild gesucht BW |                                     | Lerchenfeldstraße 25 Lage     | |           |       |
| Bild gesucht BW |                                     | Obervellmarer Straße 16 Lage  | |           |       |
| Bild gesucht BW |                                     | Obervellmarer Straße 24 Lage  | |           |       |
| Bild gesucht BW |                                     | Rasenallee 20 Lage            | |           |       |
| Bild gesucht BW |                                     | Rasenallee 29 Lage            | |           |       |
| Bild gesucht BW |                                     | Rasenallee 33 Lage            | |           |       |
| Bild gesucht BW |                                     | Rasenallee 35 Lage            | |           |       |
| Bild gesucht BW | Gartenhaus                          | Rundes Feld 26 Lage           | |           |       |
| Bild gesucht BW |                                     | Sängelsrain 1 Lage            | |           |       |
| Bild gesucht BW |                                     | Sängelsrain 9 Lage            | |           |       |
| Bild gesucht BW |                                     | Sängelsrain 17 Lage           | |           |       |
| Bild gesucht BW |                                     | Sängelsrain 19 Lage           | |           |       |
| Bild gesucht BW |                                     | Sängelsrain 21 Lage           | |           |       |
| Bild gesucht BW |                                     | Sängelsrain 25 Lage           | |           |       |
| Bild gesucht BW |                                     | Sängelsrain 29 Lage           | |           |       |
| Bild gesucht BW |                                     | Sängelsrain 36 Lage           | |           |       |
| Bild gesucht BW |                                     | Seebergstraße 21 Lage         | |           |       |
| Bild gesucht BW |                                     | Seebergstraße 35 Lage         | |           |       |
| Bild gesucht BW |                                     | Teiltriescherstraße 1 Lage    | |           |       |
| Bild gesucht BW |                                     | Teiltriescherstraße 5 Lage    | |           |       |
| Bild gesucht BW |                                     | Wolfhager Straße 295 Lage     | |           |       |
| Bild gesucht BW |                                     | Wolfhager Straße 297 Lage     | |           |       |
| Bild gesucht BW |                                     | Wolfhager Straße 377 Lage     | mit Hintergebäuden |           |       |
| Bild gesucht BW |                                     | Wolfhager Straße 380 Lage     | |           |       |
| Bild gesucht BW |                                     | Wolfhager Straße 391 Lage     | |           |       |
| Bild gesucht BW |                                     | Wolfhager Straße 392 Lage     | |           |       |
| Bild gesucht BW |                                     | Wolfhager Straße 403 Lage     | |           |       |
| Bild gesucht BW |                                     | Wolfhager Straße 407 Lage     | |           |       |
| Bild gesucht BW |                                     | Wolfhager Straße 425 Lage     | |           |       |
| Bild gesucht BW |                                     | Wolfhager Straße 427 Lage     | |           |       |
| Bild gesucht BW |                                     | Wolfhager Straße 434/436 Lage | |           |       |
| Bild gesucht BW | Forsthaus Harleshausen              | Wolfhager Straße o. Nr. Lage  | |           |       |

### Gesamtanlagen Harleshausen
| Bild            | Bezeichnung                                                  | Lage                    | Beschreibung | Bauzeit | Daten |
| --------------- | ------------------------------------------------------------ | ----------------------- | --- | ------- | ----- |
| Bild gesucht BW | Gesamtanlage „Am Anger/Hirtenweg“                            | siehe Beschreibung Lage | die in der Liste aufgeführten Teile der Gesamtanlage: - Am Anger 1, 2, 3, 4, 5, 6 und 7 - Hirtenweg 15, 17, 19 und 21                                                                |         |       |
| Bild gesucht BW | Gesamtanlage „Gesamtanlage Am Kirchhof“                      | siehe Beschreibung Lage | die in der Liste aufgeführten Teile der Gesamtanlage: - Am Kirchhof 1/3, 2, 4, 5, 6 und 7 - Grebenstraße 1, 2, 3, 4, 5, 6, 7, 8 und 12 - Wolfhager Straße 368, 370, 372, 374 und 376 |         |       |
| Bild gesucht BW | Gesamtanlage „Eschebergstraße“                               | siehe Beschreibung Lage | die in der Liste aufgeführten Teile der Gesamtanlage: - Eschebergstraße 25, 27, 29, 31, 32, 33, 34, 35/37, 36, 38, 38a, 39, 41, 43, 44, 45, 47, 49, 51, 53, 55, 57 und 59            |         |       |
| Bild gesucht BW | Gesamtanlage „Gesamtanlage Eschebergstraße/Wolfhager Straße“ | siehe Beschreibung Lage | die in der Liste aufgeführten Teile der Gesamtanlage: - Eschebergstraße 2, 4, 6, 8, 10 und 12 - Wolfhager Straße 433, 435, 437 und 439                                               |         |       |
| Bild gesucht BW | Gesamtanlage „Gesamtanlage Wolfhager Straße“                 | siehe Beschreibung Lage | die in der Liste aufgeführten Teile der Gesamtanlage: - Wolfhager Straße 298, 300, 302 und 323                                                                                       |         |       |

#### Gesamtanlage Am Anger/Hirtenweg
| Bild                                    | Bezeichnung | Lage              | Beschreibung                    | Bauzeit | Daten |
| --------------------------------------- | ----------- | ----------------- | ------------------------------- | ------- | ----- |
|                                         |             | Am Anger 1 Lage   |                                 |         |       |
| Bild gesucht BW                         |             | Am Anger 3 Lage   | (nur als Teil der Gesamtanlage) |         |       |
| Bild gesucht BW                         |             | Am Anger 5 Lage   | (nur als Teil der Gesamtanlage) |         |       |
|                                         |             | Am Anger 7 Lage   | (nur als Teil der Gesamtanlage) |         |       |
|                                         |             | Hirtenweg 15 Lage | (nur als Teil der Gesamtanlage) |         |       |
|                                         |             | Hirtenweg 17 Lage | (nur als Teil der Gesamtanlage) |         |       |
| Direkt Bild zu diesem Denkmal hochladen |             | Hirtenweg 19      | (nur als Teil der Gesamtanlage) |         |       |
| Bild gesucht BW                         |             | Hirtenweg 21 Lage |                                 |         |       |

#### Gesamtanlage Am Kirchhof
| Bild                                    | Bezeichnung | Lage                      | Beschreibung                    | Bauzeit | Daten |
| --------------------------------------- | ----------- | ------------------------- | ------------------------------- | ------- | ----- |
|                                         |             | Am Kirchhof 1/3 Lage      |                                 |         |       |
|                                         |             | Am Kirchhof 2 Lage        |                                 |         |       |
|                                         |             | Am Kirchhof 4 Lage        |                                 |         |       |
|                                         |             | Am Kirchhof 5 Lage        |                                 |         |       |
|                                         |             | Am Kirchhof 6 Lage        |                                 |         |       |
|                                         |             | Am Kirchhof 7 Lage        |                                 |         |       |
| Bild gesucht BW                         |             | Grebenstraße 1 Lage       | (nur als Teil der Gesamtanlage) |         |       |
|                                         |             | Grebenstraße 2 Lage       | (nur als Teil der Gesamtanlage) |         |       |
| Direkt Bild zu diesem Denkmal hochladen |             | Grebenstraße 3            | (nur als Teil der Gesamtanlage) |         |       |
|                                         |             | Grebenstraße 4 Lage       | (nur als Teil der Gesamtanlage) |         |       |
|                                         |             | Grebenstraße 5 Lage       |                                 |         |       |
| Bild gesucht BW                         |             | Grebenstraße 6 Lage       | (nur als Teil der Gesamtanlage) |         |       |
|                                         |             | Grebenstraße 7 Lage       |                                 |         |       |
| Bild gesucht BW                         |             | Grebenstraße 8 Lage       | (nur als Teil der Gesamtanlage) |         |       |
| Bild gesucht BW                         |             | Grebenstraße 12 Lage      | (nur als Teil der Gesamtanlage) |         |       |
|                                         |             | Wolfhager Straße 368 Lage | (nur als Teil der Gesamtanlage) |         |       |
|                                         |             | Wolfhager Straße 370 Lage | (nur als Teil der Gesamtanlage) |         |       |
|                                         |             | Wolfhager Straße 372 Lage |                                 |         |       |
|                                         |             | Wolfhager Straße 374 Lage | (nur als Teil der Gesamtanlage) |         |       |
|                                         |             | Wolfhager Straße 376 Lage | (nur als Teil der Gesamtanlage) |         |       |

#### Gesamtanlage Eschebergstraße
| Bild                                    | Bezeichnung | Lage                       | Beschreibung                    | Bauzeit | Daten |
| --------------------------------------- | ----------- | -------------------------- | ------------------------------- | ------- | ----- |
| Bild gesucht BW                         |             | Eschebergstraße 25 Lage    | (nur als Teil der Gesamtanlage) |         |       |
| Bild gesucht BW                         |             | Eschebergstraße 27 Lage    | (nur als Teil der Gesamtanlage) |         |       |
| Bild gesucht BW                         |             | Eschebergstraße 29 Lage    | (nur als Teil der Gesamtanlage) |         |       |
| Bild gesucht BW                         |             | Eschebergstraße 31 Lage    | (nur als Teil der Gesamtanlage) |         |       |
| Bild gesucht BW                         |             | Eschebergstraße 32 Lage    | (nur als Teil der Gesamtanlage) |         |       |
| Direkt Bild zu diesem Denkmal hochladen |             | Eschebergstraße 33         | (nur als Teil der Gesamtanlage) |         |       |
| Bild gesucht BW                         |             | Eschebergstraße 34 Lage    | (nur als Teil der Gesamtanlage) |         |       |
| Bild gesucht BW                         |             | Eschebergstraße 35/37 Lage | (nur als Teil der Gesamtanlage) |         |       |
| Bild gesucht BW                         |             | Eschebergstraße 36 Lage    | (nur als Teil der Gesamtanlage) |         |       |
| Bild gesucht BW                         |             | Eschebergstraße 38 Lage    | (nur als Teil der Gesamtanlage) |         |       |
| Bild gesucht BW                         |             | Eschebergstraße 38a Lage   | (nur als Teil der Gesamtanlage) |         |       |
| Bild gesucht BW                         |             | Eschebergstraße 39 Lage    | (nur als Teil der Gesamtanlage) |         |       |
| Bild gesucht BW                         |             | Eschebergstraße 41 Lage    | (nur als Teil der Gesamtanlage) |         |       |
| Bild gesucht BW                         |             | Eschebergstraße 43 Lage    | (nur als Teil der Gesamtanlage) |         |       |
| Bild gesucht BW                         |             | Eschebergstraße 44 Lage    | (nur als Teil der Gesamtanlage) |         |       |
| Bild gesucht BW                         |             | Eschebergstraße 45 Lage    | (nur als Teil der Gesamtanlage) |         |       |
| Bild gesucht BW                         |             | Eschebergstraße 47 Lage    | (nur als Teil der Gesamtanlage) |         |       |
| Bild gesucht BW                         |             | Eschebergstraße 49 Lage    | (nur als Teil der Gesamtanlage) |         |       |
| Bild gesucht BW                         |             | Eschebergstraße 51 Lage    | (nur als Teil der Gesamtanlage) |         |       |
| Bild gesucht BW                         |             | Eschebergstraße 53 Lage    | (nur als Teil der Gesamtanlage) |         |       |
| Bild gesucht BW                         |             | Eschebergstraße 55 Lage    | (nur als Teil der Gesamtanlage) |         |       |
| Bild gesucht BW                         |             | Eschebergstraße 57 Lage    | (nur als Teil der Gesamtanlage) |         |       |
| Bild gesucht BW                         |             | Eschebergstraße 59 Lage    | (nur als Teil der Gesamtanlage) |         |       |

#### Gesamtanlage Eschebergstraße/Wolfhager Straße
Die Gesamtanlage Eschebergstraße/Wolfhager Straße besitzt keine ausgewiesenen Einzeldenkmale.
| Bild            | Bezeichnung | Lage                      | Beschreibung                    | Bauzeit | Daten |
| --------------- | ----------- | ------------------------- | ------------------------------- | ------- | ----- |
| Bild gesucht BW |             | Eschebergstraße 2 Lage    | (nur als Teil der Gesamtanlage) |         |       |
| Bild gesucht BW |             | Eschebergstraße 4 Lage    | (nur als Teil der Gesamtanlage) |         |       |
| Bild gesucht BW |             | Eschebergstraße 6 Lage    | (nur als Teil der Gesamtanlage) |         |       |
| Bild gesucht BW |             | Eschebergstraße 8 Lage    | (nur als Teil der Gesamtanlage) |         |       |
| Bild gesucht BW |             | Eschebergstraße 10 Lage   | (nur als Teil der Gesamtanlage) |         |       |
| Bild gesucht BW |             | Eschebergstraße 12 Lage   | (nur als Teil der Gesamtanlage) |         |       |
| Bild gesucht BW |             | Wolfhager Straße 433 Lage | (nur als Teil der Gesamtanlage) |         |       |
| Bild gesucht BW |             | Wolfhager Straße 435 Lage | (nur als Teil der Gesamtanlage) |         |       |
| Bild gesucht BW |             | Wolfhager Straße 437 Lage | (nur als Teil der Gesamtanlage) |         |       |
| Bild gesucht BW |             | Wolfhager Straße 439 Lage | (nur als Teil der Gesamtanlage) |         |       |

#### Gesamtanlage Wolfhager Straße
Die Gesamtanlage Wolfhager Straße besitzt keine ausgewiesenen Einzeldenkmale.
| Bild            | Bezeichnung | Lage                      | Beschreibung                    | Bauzeit | Daten |
| --------------- | ----------- | ------------------------- | ------------------------------- | ------- | ----- |
| Bild gesucht BW |             | Wolfhager Straße 298 Lage | (nur als Teil der Gesamtanlage) |         |       |
| Bild gesucht BW |             | Wolfhager Straße 300 Lage | (nur als Teil der Gesamtanlage) |         |       |
| Bild gesucht BW |             | Wolfhager Straße 302 Lage | (nur als Teil der Gesamtanlage) |         |       |
| Bild gesucht BW |             | Wolfhager Straße 323 Lage | (nur als Teil der Gesamtanlage) |         |       |